# Євгенівка (Звягельський район)
Євге́нівка — село в Україні, у Барашівській сільській громаді Звягельського району Житомирської області. Населення становить 19 осіб (2001).

## Історія
У 1906 році — колонія Барашівської волості Житомирського повіту Волинської губернії. Відстань від повітового міста 70 верст, від волості 5. Дворів 43, мешканців 229.
У 1923—24 роках — адміністративний центр Євгенівської сільської ради Барашівського району.
В період сталінських репресій проти українського народу у 30-ї роки минулого століття органами НКВС безпідставно було заарештовано та розстріляно мешканця села Вашулевського Михайла Михайловича.
До 28 липня 2016 року село входило до складу Ганнопільської сільської ради Ємільчинського району Житомирської області.